# Stefan Ilzhöfer
Stefan Alexander Ilzhöfer (* 22. März 1995 in Kirchheim unter Teck) ist ein deutscher Basketballspieler. Ilzhöfer begann seine Karriere in seiner schwäbischen Heimat in der Ludwigsburger Juniorenmannschaft in der Nachwuchs-Basketball-Bundesliga (NBBL) sowie in einzelnen Einsätzen in der Zweitligamannschaft seiner Geburtsstadt und der Ludwigsburger Erstligamannschaft. Er bestritt für Ludwigsburg, Frankfurt und Rostock insgesamt 74 Bundesliga-Spiele.

## Karriere
Ilzhöfer spielte ab der Saison 2011/12 in der Ludwigsburger Juniorenmannschaft in der NBBL zusammen mit unter anderem seinem Kirchheimer Vereinskameraden Besnik Bekteshi. Zweimal scheiterte die Mannschaft im NBBL-Play-off-Viertelfinale gegen das Team Urspring am Einzug in das Top Four. In der Saison 2012/13 kam Ilzhöfer bei den Herren sowohl beim Zweitligisten Kirchheim Knights in der ProA-Spielzeit 2012/13 als auch bei Kooperationspartner Neckar Riesen Ludwigsburg in der höchsten Spielklasse, der Bundesliga, jeweils zu einem Einsatz. Beide Herrenmannschaften beendeten die Saison jedoch sportlich wenig erfolgreich auf einem Abstiegsplatz und konnten den Klassenerhalt in ihren jeweiligen Ligen nur durch „Wildcards“ erreichen.
Zur Saison 2013/14 wechselte U18-Nationalspieler Ilzhöfer zum Ludwigsburger Ligakonkurrenten Skyliners nach Frankfurt am Main. Obwohl vom Alter noch einsatzberechtigt für die NBBL, wo er für die Jugendmannschaft von Eintracht Frankfurt jedoch nur einen Einsatz in den Play-offs hatte, hatte er eine überraschend gute Saisonvorbereitung, so dass er auch in der Erstligamannschaft eingesetzt wurde. Bedingt durch Verletzungen kam er dann letztlich aber nur auf vier Erstliga-Einsätze und auf sechs Einsätze in der Reservemannschaft in der dritthöchsten Herren-Spielklasse ProB. Nachdem auch die Saisonvorbereitung der folgenden Saison nicht problemlos war, absolvierte er trotzdem die Hälfte der Hinrundenspiele der Bundesliga-Saison 2014/15 für die Frankfurter, wo er auch in Folge von Verletzungen bei Mannschaftskameraden bereits zweimal der Anfangsformation des Erstligisten angehörte. In der ProB-Reservemannschaft gehörte Ilzhöfer in fünf Einsätzen mit doppelt so viel Spielzeit in der Regel zu den Leistungsträgern. 2016 gewann er mit Frankfurt den FIBA Europe Cup.
Ilzhöfer verließ Frankfurt nach dem Ende der Saison 2016/17 und wechselte zum Zweitligisten Gladiators Trier. Im August 2017 nahm er mit der deutschen Studierendennationalmannschaft an der Sommer-Universiade 2017 in Taipeh teil. Mitte Juli 2020 nahm der Zweitligist Rostock Seawolves den Flügelspieler unter Vertrag. Im Mai 2022 schaffte Ilzhöfer mit der Mannschaft den Bundesliga-Aufstieg.
Im Sommer 2023 zog er sich in die 1. Regionalliga zurück und verstärkte die Karlsruher Mannschaft Seeburger College Wizards.